# Giovanni Battista Gaulli
Giovanni Battista Gaulli (8. května 1639, Janov – 2. dubna 1709), také známý jako Baciccio nebo Baciccia (janovská přezdívka Giovanniho Battisty), byl italský malíř, který tvořil v době vrcholného baroka a raného období rokoka.

## Biografie
Giovanni Battista Gaulli se narodil v Janově, kde jeho rodiče zemřeli roku 1654 na mor. V 17. století byl Janov otevřeným kosmopolitním uměleckým centrem. Uplatnily se zde všechny umělecké směry, jak komerční tak umělecké. Pobývali zde i umělci ze severních evropských zemí, jako jsou Anglie či nizozemské provincie. Malíři, jako například Peter Paul Rubens a Anthony van Dyck žili v Janově po dobu několika let. V polovině 17. století pobýval v Janově i Gaulli. Zde byl jeho učitelem Luciano Borzone. Gaulliho tvorbu proto ovlivňovali jednak malíři zahraniční tak i místní umělci například Valerio Castello, Giovanni Benedetto Castiglione či Bernardo Strozzi. Někdy mezi roky 1653 či 1656 odcestoval Gaulli do Říma, kde studoval malby Raffaela a zejména díla Pietra da Cortonyho. Brzy po jeho příjezdu do Říma si jeho talentu všiml janovský obchodník s uměleckými díly Pellegrino Peri, žijící v Římě. Peri představil Gaulliho sochaři a architektu Gianlorenzu Berninimu (1598–1680), jenž se stal Gaulliho ochráncem a podporovatelem. V roce 1662 byl Gaulli přijat do cechu římských umělců, do Accademia di San Luca (Akademie svatého Lukáše) a v roce 1674 převzal i vedení této akademie. Už v příštím roce, tedy v roce 1663 získal svou první veřejnou zakázku, a to na oltářní obraz v kostele San Rocco v Římě. Získal také mnoho soukromých zakázek, hlavně díla s mytologickými či náboženskými tématy. Gaullí se stal jedním z nejváženějších portrétních malířů v Římě. K jeho významným dílům patří obraz: Papež Kliment IX. vytvořený kolem roku 1668, jinak je Gaullí Baciccio známý hlavně díky svým freskám a portrétům. Teplým koloritem, hrou se světlem a extrémními perspektivními zkratkami se Gaulli dopracoval k osobnímu dynamickému stylu, kterým ovlivnil nejen freskovou malbu římského baroka, ale i následující generace malířů.

## Kostel Il Gesù
Tento hlavní kostel jezuitů, Il Gesù (česky kostel Jména Ježíšova) v Římě byl postaven v letech 1568-1580 podle plánů Jacopa Barozziho da Vignola a pod vedením Giacoma della Porta. Na výzdobu kostela byli navrženi významní umělci například Maratt, Ferri nebo Giacinto Brandi. Podpora Berniniho a jeho vliv pomohl získat Gaullimu tuto prestižní zakázku, ač mu bylo teprve 22 let. V tomto kostele vymaloval kupoli a vytvořil stropní fresku, představující „triumf jména Ježíš“, která patří k jeho nejznámějším dílům.

## Kardinál de'Medici
Portrét kardinála de'Medici je olej na plátně, 73 x 60 cm, Galleria degli Uffizi, Florencie. Leopold de'Medici (1617 -1675) byl synem Cosima II. de'Medici a Marie Magdaleny Rakouské. Byl vzdělaným znalcem umění a vášnivým sběratelem. Kardinálem se stal v padesáti letech.

## Galerie

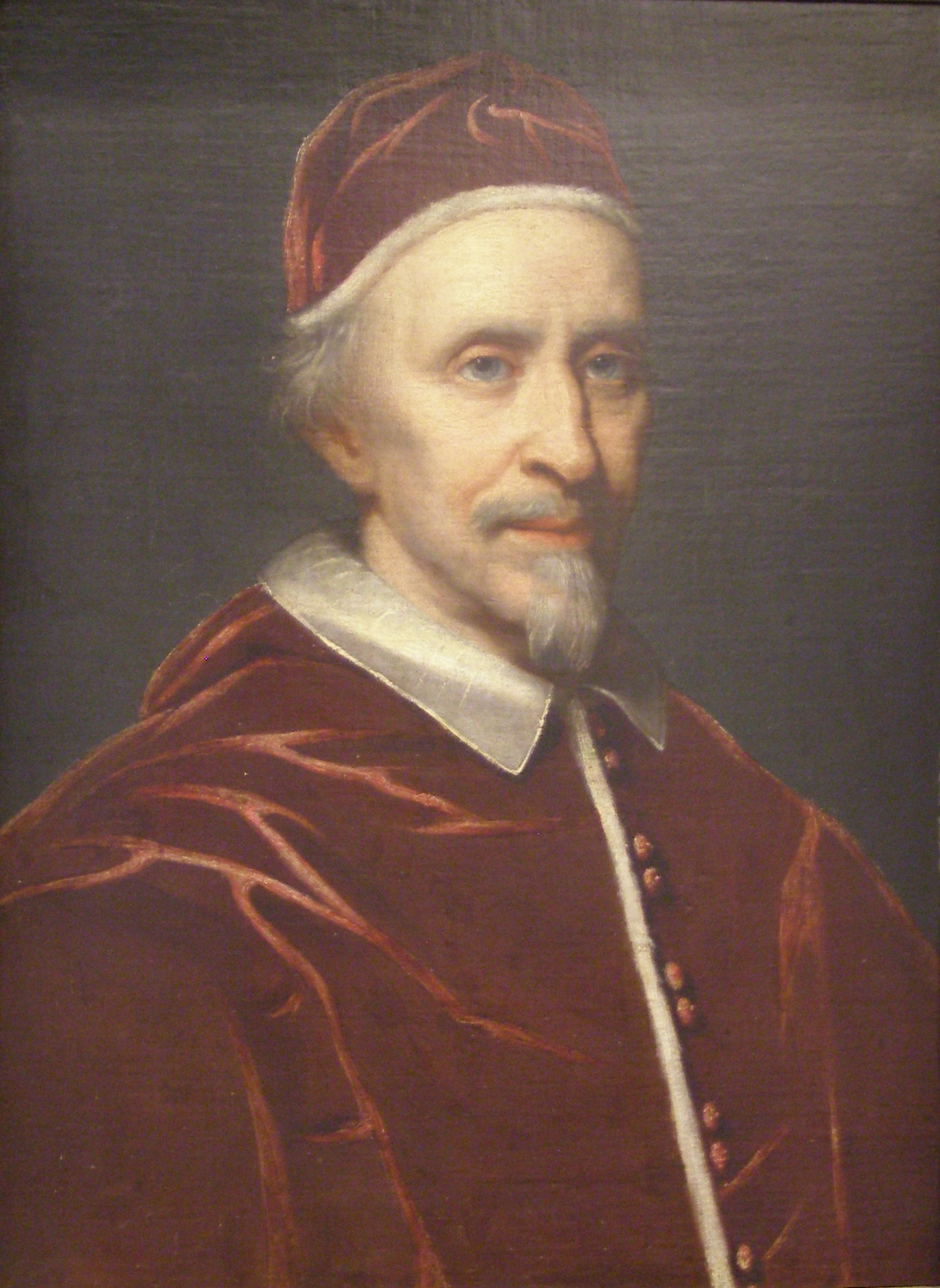
Papež Kliment IX., portrét z roku 1668, Galleria dell'Accademia Nazionale di S. Luca, Řím
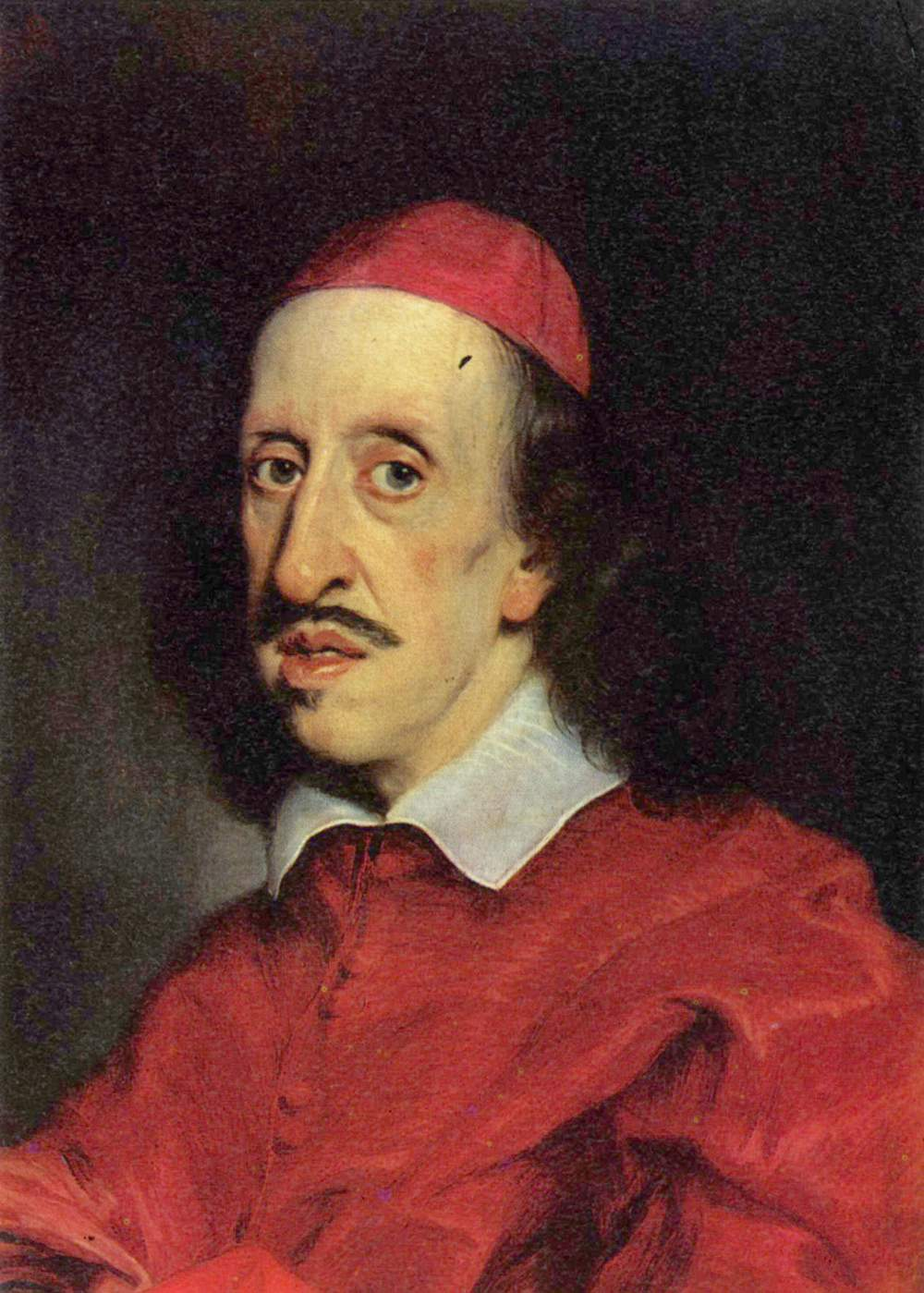
Kardinál Leopold de'Medici, okolo 1667
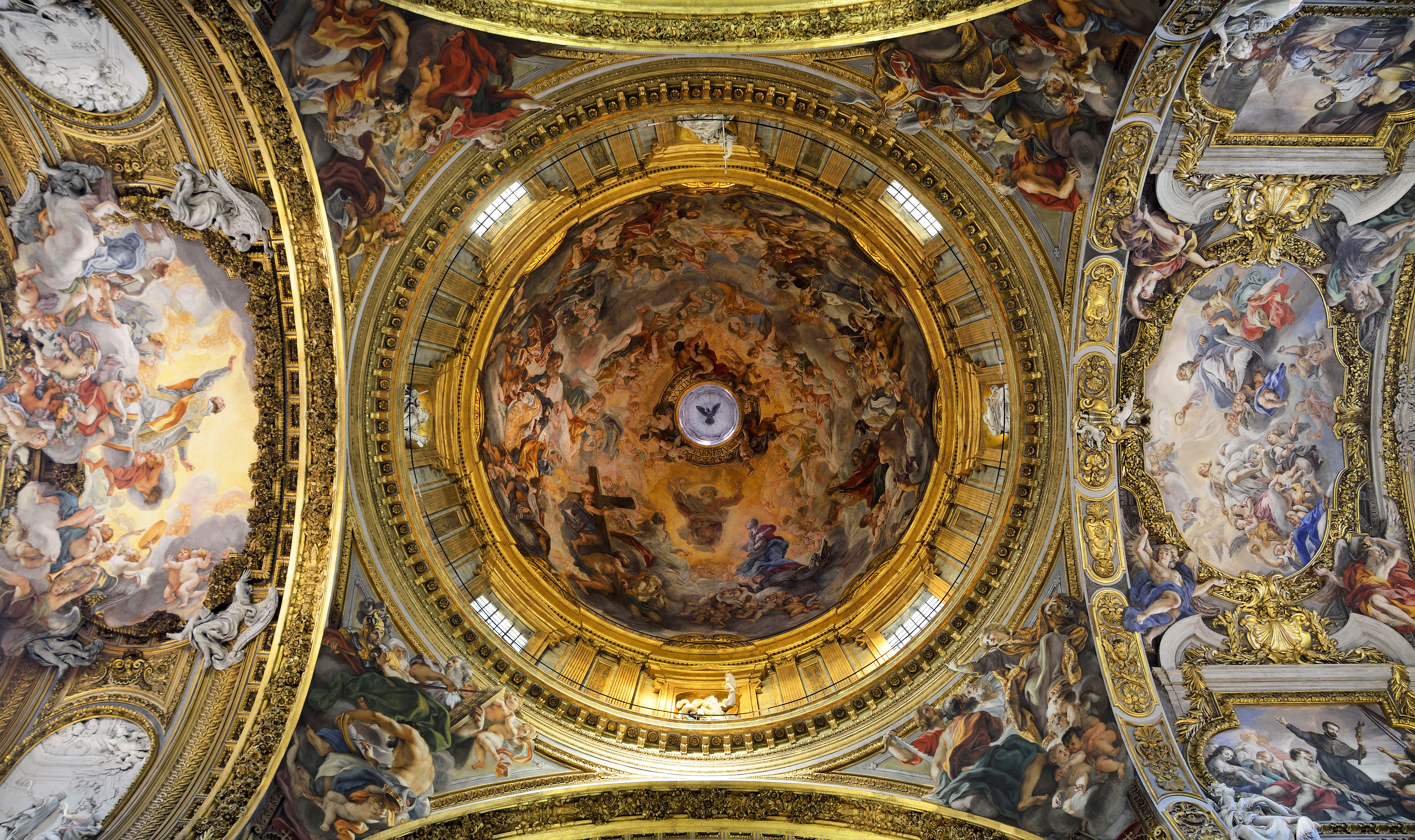
Kupole kostela Il Gesú v Římě